# Astragalus goldmanii
Astragalus goldmanii är en ärtväxtart som beskrevs av Marcus Eugene Jones. Astragalus goldmanii ingår i släktet vedlar, och familjen ärtväxter. Inga underarter finns listade i Catalogue of Life.